# Grand Ried

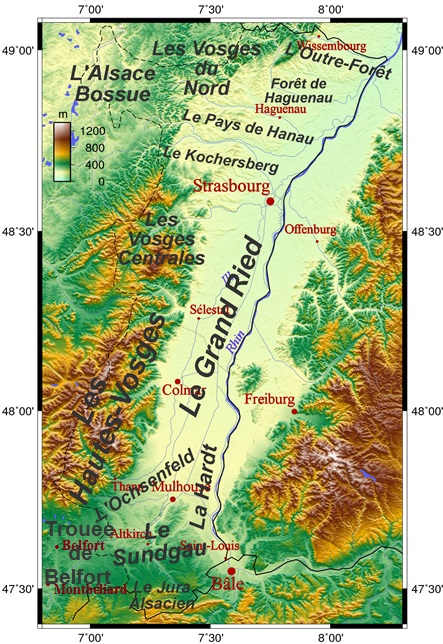
Les régions naturelles alsaciennes

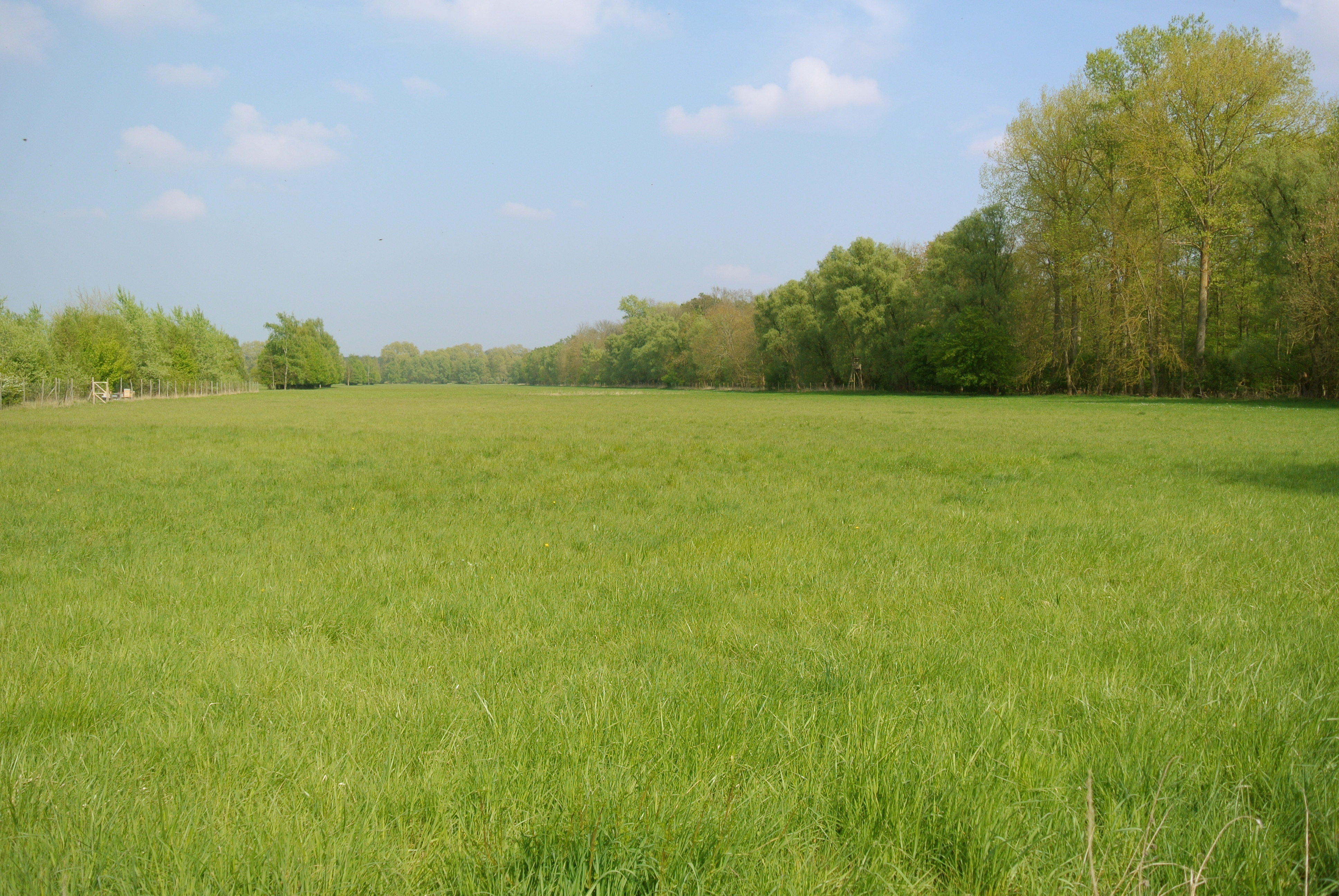
Prairie et orée de la forêt de l'Illwald.

Le Grand Ried est une région naturelle alsacienne bordée à l'Ouest par l'Ill et à l'Est par le Rhin et qui se situe entre Strasbourg et Colmar, il a été modelé par les divagations du Rhin (et de l'Ill) dans sa zone d'épandage, avant sa canalisation. 
Le terme ried est dérivé de l'alémanique « Rieth » qui signifie jonc (roseau). 
Les mille hectares du ban de la commune de Rhinau (Bas-Rhin) situés sur la droite gauche du Rhin constituent le dernier exemple de forêt galerie tempérée en Europe occidentale. 
Depuis 1989, le polder d'Erstein qui sert à réguler les crues du Rhin, est classé réserve naturelle. Il est possible de découvrir dans cette réserve la biodiversité qui existait dans le grand ried lorsque le Rhin était encore sauvage et non canalisé.

## articles connexes
- Secteur non constitué en municipalité de Rhinau
- Ried
- Petit Ried